# Zeineb Tlili
Pour les articles homonymes, voir Tlili.
Zeineb Tlili, née le 11 septembre 2005, est une karatéka tunisienne.

## Carrière
Zeineb Tlili est pensionnaire du Tunis Air Club de Djerba, avec ses sœurs jumelles Meriem et Nour Tlili.
Elle est médaillée de bronze en kata par équipes avec ses sœurs jumelles Meriem et Nour Tlili aux Jeux africains de plage de 2023 à Hammamet, aux Jeux panarabes de 2023 à Alger ainsi qu'aux championnats d'Afrique de karaté 2023 à Casablanca.